# Bunga mas

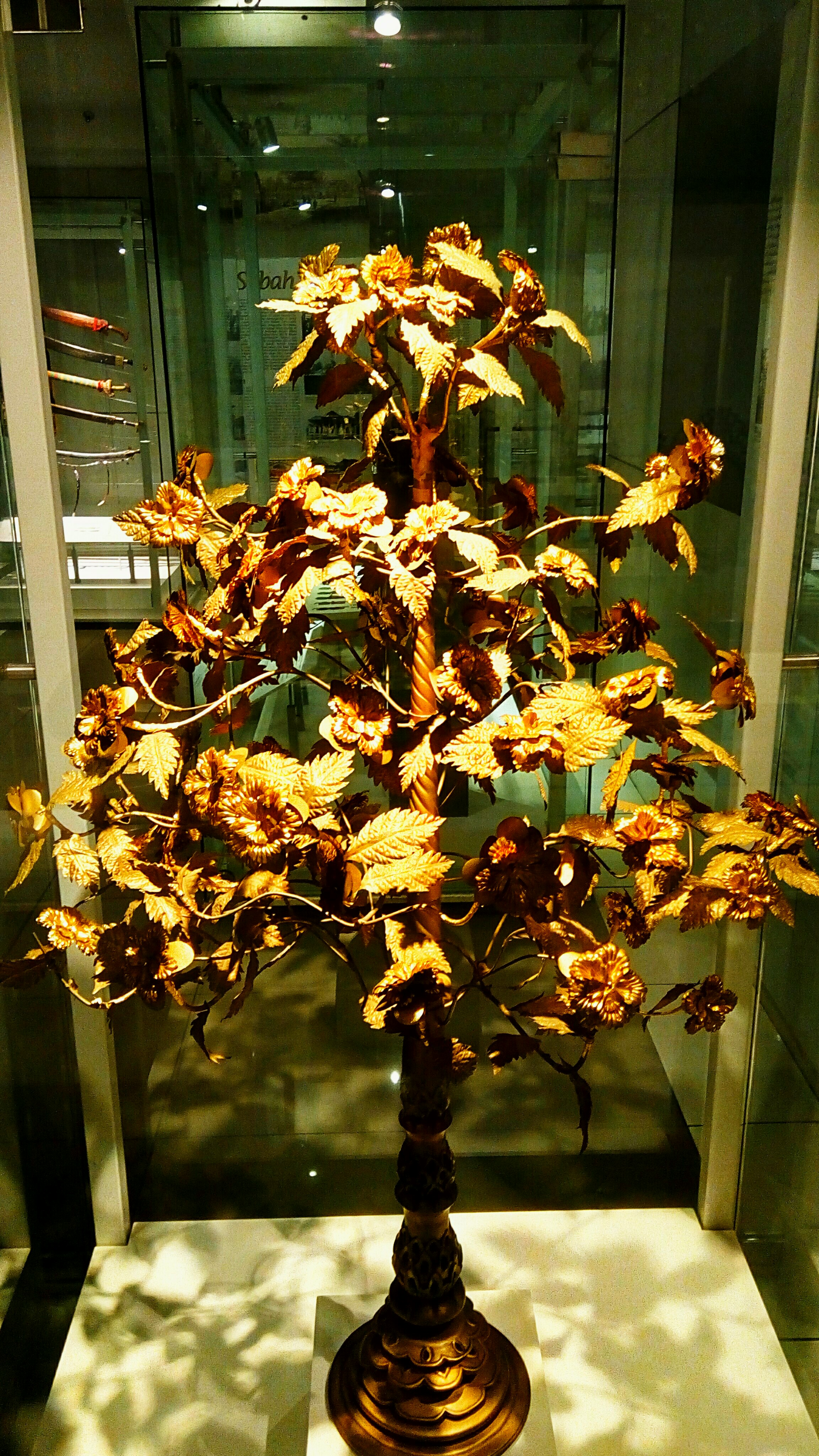
Un albero d'oro, parte del bunga mas per la corte siamese.

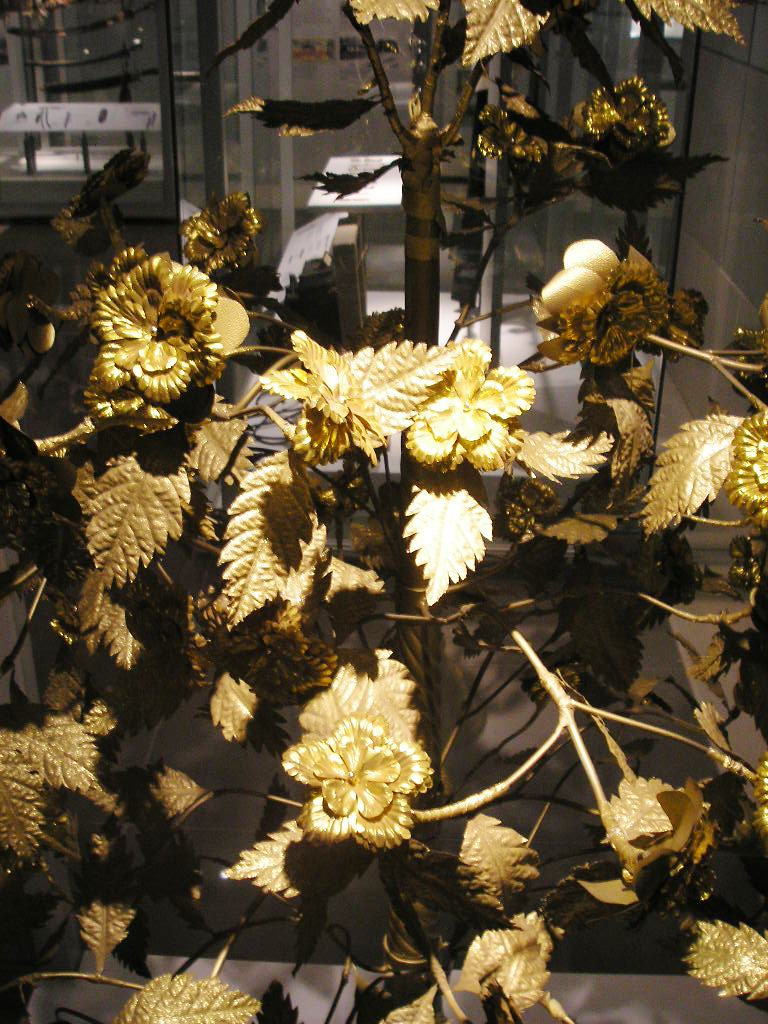
Bunga mas esposto al museo nazionale di Kuala Lumpur.

Il bunga mas dan perak (fiori d'oro e d'argento), spesso abbreviato in bunga mas (in jawi: بوڠا مس "fiori d'oro"), era un omaggio inviato ogni tre anni al re di Ayutthaya (Siam) dagli stati vassalli della penisola malese, in particolare, Terengganu, Kelantan, Kedah, Pattani, Nong Chik, Yala, Rangae, Kubang Pasu e Setul. Il tributo consisteva in due piccoli alberi realizzati in oro e argento, oltre a doni costosi di armi, merci e schiavi.
Ci sono molte presunte origini e ragioni per l'affermazione della tradizione:
- I governanti del Kedah del XVII secolo lo consideravano un segno di amicizia.
- Secondo una leggenda del Kedah, un bunga mas fu inviato come giocattolo per un principe thailandese.
- I re tailandesi sostenevano che fosse un riconoscimento della loro sovranità.[3]

La pratica si concluse con l'affermazione del dominio britannico nella maggior parte degli stati settentrionali malesi ai sensi del trattato anglo-siamese del 1909.